# Feras Esmaeel
Feras Esmaeel (Damasco, 3 gennaio 1983) è un ex calciatore siriano, centrocampista del Nart.

## Carriera

### Club
Nel 2005, dopo aver giocato all'Al-Jaish, passa all'Al-Qardaha. Nel 2006 viene acquistato dall'Al-Karamah. Nel 2009 passa all'Al-Jaish. Nel 2011 si trasferisce in Iraq, allo Zakho. Nel 2013 viene acquistato dal Masafi Al-Wasat. Nel 2015 si trasferisce in Georgia, al Nart.

### Nazionale
Ha debuttato in Nazionale nel 2002. Ha messo a segno la sua prima rete con la maglia della Nazionale il 26 ottobre 2007, in Afghanistan-Siria (1-2), in cui sigla la rete del definitivo 1-2. Ha partecipato, con la Nazionale, alla Coppa d'Asia 2011. Ha collezionato in totale, con la maglia della Nazionale, 69 presenze e 6 reti.